# Spektroskopija
Spektroskopija je znanstvena djelatnost koja se bavi spektrima kao odrazom energijskih ili strukturnih promjena u atomima i molekulama kemijskih tvari nakon njihova međudjelovanja s elektromagnetskim zračenjem ili sa subatomskim i drugim česticama. Najčešće se radi o razotkrivanju (detekciji), tumačenju i primjeni spektara koji su u vezi s elektromagnetskim zračenjem. Pritom se obično mjeri jakost (intenzitet) emitiranog (emisijski spektar), apsorbiranog (apsorpcijski spektar) ili raspršenoga zračenja (raspršenje) ovisno o njegovoj valnoj duljini, odnosno frekvenciji. U atomima i molekulama postoji više energijskih razina, a energija emitiranog ili apsorbiranoga zračenja odgovara razlici među tim razinama. Zračenje se emitira prelaskom s više na nižu energijsku razinu, a apsorbira se prelaskom s niže na višu razinu. Kako je skup energijskih razina svojstvo atoma i molekula određene kemijske tvari, razotkrivanjem i tumačenjem spektara zračenja mogu se dobiti podatci o kemijskom sastavu i strukturi tvari (spektrometrijska analiza), ali i spoznaje o uzbuđenom stanju, elektronskoj, vibracijskoj i rotacijskoj energiji, atomskim i molekularnim energijskim prijelazima, kemijskoj vezi i drugo.
Među najvažnije spektroskopske tehnike koje se temelje na međudjelovanju tvari s elektromagnetskim zračenjem ubrajaju se:
- spektroskopija na apsorpciji i na emisiji zračenja: 
  - spektroskopija ultraljubičastoga zračenja (UV) i vidljivoga zračenja,
  - spektroskopija infracrvenoga zračenja (IR),
  - spektroskopija rendgenskoga zračenja (rendgenska spektroskopija) i gama-zračenja (Mössbauerov učinak);
- spektroskopija samo na apsorpciji: 
  - spektroskopija mikrovalnoga zračenja,
- spektroskopija elektronske paramagnetske rezonancije (EPR ili ESR), 
  - spektroskopija nuklearne magnetske rezonancije (NMR) te
  - fotoelektronska spektroskopija;
- spektroskopija samo na emisiji: 
  - spektroskopija fluorescencije;
- na raspršenju: 
  - Ramanova spektroskopija;
- na polarizaciji: 
  - spektroskopija optičke rotacijske disperzije (ORD) i
  - cirkularnoga dikroizma (CD).

Najvažnije spektroskopske tehnike koje se temelje na međudjelovanju tvari sa subatomskim i drugim česticama (elektroni, protoni, neutroni, ioni) jesu: 
- Augerova elektronska spektroskopija,
- neutronska spektroskopija,
- masena spektrometrija.

Uvođenjem lasera kao izvora zračenja mnogostruko se povećala osjetljivost mnogih spektroskopskih tehnika i moć razlučivanja spektara (laserska spektroskopija) te su proširene mogućnosti istraživanja strukture atoma i molekula.
Spektroskopija se primjenjuje u mnogim granama prirodnih znanosti jer daje podatke o građi i sastavu tvari, njezinoj temperaturi, tlaku. Spektroskopija može dati informacije o dinamici promatranog sustava. Vjerojatno najšira upotreba spektroskopije je u analitičke svrhe. Spektroskopija se najčešće dijeli prema spektralnom području, a to često ovisi o grani znanosti koja rabi dotičnu spektroskopiju. Kao rezultat spektroskopskog istraživanja dobiva se spektar. Spektroskopija se, prema pojavi koji izaziva sprezanje elektromagnetskog zračenja može podijeliti na:
- rotacijsku spektroskopiju,
- vibracijsku spektroskopiju,
- elektronsku spektroskopiju.

## Međudjelovanje elektromagnetskog zračenja i materije
Sve pojave koje se promatraju u spektroskopiji, objašnjavaju se s nekoliko mogućih pojava međudjelovanja elektromagnetskog zračenja i materije. Sustav koji stupa u međudjelovanje s elektromagnetskim zračenjem mora sadržavati diskretne energijske razine. Po Bohrovom uvjetu, razlika između energijskih razina sustava mora biti jednaka energiji fotona elektromagnetskog zračenja koji stupa u međudjelovanje sa sustavom. Ovisno o tipu međudjelovanja (interakcije) razlikuju se 3 pojavna oblika spektra: kontinuum, linija i vrpca. Sunce i zagrijane krutine emitiraju šire područje elektromagnetskoga zračenja svih valnih duljina ili frekvencija, dajući kontinuirani spektar. Naprotiv, pobuđeni atomi u plinovitoj fazi emitiraju zračenje samo međusobno strogo odvojenih pojedinačnih frekvencija, što daje linijski spektar. Svaki kemijski element emitira svojstvene linije koje ga razlikuju od ostalih elemenata, pa se linijski spektri nazivaju atomskim spektrima. Treći je oblik vrpčasti spektar (spektroskopska vrpca), koji nastaje tako što se dio zračenja pri prolasku kroz uzorak apsorbira samo pri nekim valnim duljinama. Takvi apsorpcijski spektri sastoje se od vrpci koje odgovaraju specifičnoj apsorpciji u uzorku; to su pretežno molekularni spektri koji se zapažaju u širem dijelu elektromagnetskoga spektra. Apsorpcijom ultraljubičastog i vidljivoga dijela elektromagnetskoga zračenja nastaju apsorpcijski elektronski spektri, infracrvenoga zračenja vibracijski, mikrovalnoga rotacijski, radiovalnoga spektri elektronske paramagnetske rezonancije i nuklearne magnetske rezonancije i tako dalje. Na navedenim razlikama temelji se i podjela spektroskopije na pojedine instrumentalne tehnike.

#### Apsorpcija zračenja
Sustav apsorbira foton. Poslije apsorpcije zračenja, sustav ostaje u pobuđenom stanju.

#### Spontana emisija
Sustav, koji je u pobuđenom stanju, spontano se vraća u osnovno stanje ili pobuđeno stanje niže energije, emitiranjem fotona. Energija fotona, po Bohrovom uvjetu, odgovara razlici energija stanja sustava prije i poslije spontane emisije.

#### Stimulirana emisija
Sustav u pobuđenom stanju, intereagira s fotonom, čija je energija jednaka energiji pobuđenog stanja, emitiranjem novog fotona. Emitirani foton je koherentan s fotonom koji je izazvao interakciju: fotoni imaju jednaku energiju, fazu, smjer i usmjerenje. 

#### Rayleighovo raspršenje
Foton koji odlazi od sustava, nakon Rayleighovog raspršenja, ima istu energiju kao i foton koji je došao na sustav, ali ima različit smjer. Sustav ima jednaku energiju prije i poslije Rayleighovog raspršenja.

#### Ramanovo raspršenje
Foton koji odlazi od sustava nema jednaku energiju kao i foton koji je došao na sustav. Sustav Ramanovim raspršenjem dobiva ili gubi energiju. Razlika u energiji sustava, prije i nakon Ramanovog raspršenja odgovara razlici energija dolazećeg i odlazećeg fotona. Ako odlazeći foton ima nižu energiju od dolazećeg fotona (sustav je raspršenjem dobio energiju), raspršenje se naziva Stokesovo raspršenje, u suprotnom slučaju raspršenje se naziva antistokesovo raspršenje.

#### Ionizacija
Foton se apsorbira na sustavu (atomu, molekuli, kristalu ...), a njegova energija se troši na emitiranje elektrona. Sustav se nakon ionizacije obično nalazi u pobuđenom stanju. Energija fotona je jednaka sumi energija vezanja elektrona za sustav, kinetičke energije elektrona i razlici energija sustava prije i posije ionizacije. Ionizacija se može dogoditi jedino ako je energija fotona veća od energije vezanja elektrona za sustav.

#### Augerov efekt
Foton se apsorbira na sustav pobuđivanjem sržnog elektrona u neko pobuđeno stanje. Sustav se relaksira emisijom drugog elektrona koji ima manju energiju vezanja (valentnog elektrona). Augerov efekt se razlikuje od ionizacije jer emitirani elektroni imaju točno određene kinetičke energije.

#### Comptonov efekt
Foton se neelastično sudari s elektronom (ili nekom drugom česticom), pri čemu se dio energije fotona prenese na elektron. Suma energije fotona i kinetičke energije elektrona prije sudara mora biti jednaka istoj sumi poslije sudara. Pri kvantnoj teoriji pri sudaru jedan dio energije elektronu slično kao pri elastičnom sudaru klasičnih čestica pa je njegova energija nakon rasijanja E*<E prije rasijanja.

#### Stvaranje parova
Interakcijom fotona s materijom stvaraju se parovi čestica-antičestica. Energija fotona troši se na masu para čestica-antičestica i na njihovu kinetičku energiju. Prema tome stvaranje parova se može dogoditi samo onda kada je energija fotona veća od energije koja je ekvivalentna masi para čestica-antičestica.

## Opći principi
Za svako snimanje spektra, potrebno je imati: Izvor zračenja, uzorak, monokromator i detektor. Elektromagnetsko zračenje se iz izvora usmjerava na uzorak, koji može apsorbirati, raspršiti, ili reflektirati svjetlo. Ako uzorak emitira zračenje, izvor zračenja je sam uzorak. Zračenje s uzorka se vodi prema monokromatoru, koji propušta samo jednu valnu duljinu prema detektoru. Detektor primljeno zračenje pretvara u signal, koji se može zapisati kao spektar. Kao monokromator se u novije vrijeme upotrebljava Michaelsonov interferometar koji propušta više valnih duljina u danom vremenu. Spektar koji se dobije pomoću Michaelsonovog interferometra se naziva spektar u vremenskoj domeni, a primjenom matematičkog postupka Fourierove transformacije taj se spektar pretvara u spektar u frekvencijskoj domeni, koji je jednak spektru dobivenim klasičnim monokromatorom.

## Spektroskopija vidljivog zračenja
Spektroskopija vidljivog zračenja upotrebljava vidljivu svjetlost kao medij proučavanja.
Vidljivo zračenje uzrokuje pobuđenje elektona unutar atoma, molekula, kristalnih tvari ili amorfnih tvati. Spektroskopijom vidljivog zračenja se proučavaju efekti prouzrokovani promjenom elektronske strukture atoma ili molekula te njihova elektronska struktura, kao i elektronska struktura kristaliničnih i amorfnih tvari. Vidljivo zračenje emitiraju objekti čija je toplinska energija atoma ili molekula jednaka ili veća energiji pobuđenja njihovih elektrona. Ti objekti moraju biti na temperaturi većoj od oko 1000 ºC.
U kemiji ova spektroskopija obuhvaća i blisko ultraljubičasto zračenje, jer se za to optičko područje upotrebljavaju iste tehnike i isti materijali, a instrumenti često mogu snimati spektre u oba spektralna područja. Takva spektroskopija se označava kraticom UV-VIS (eng. UltraViolet-VISible).
Dio astronomije koji proučava vidljivo zračenje se naziva optička astronomija.